# Triumfetta semitriloba
Triumfetta semitriloba là một loài thực vật có hoa trong họ Cẩm quỳ. Loài này được Jacq. miêu tả khoa học đầu tiên năm 1760.